# «Сан-Диего Падрес» в сезоне 1996
Сезон 1996 года стал для «Сан-Диего Падрес» двадцать восьмым в Главной лиге бейсбола. Команда завершила регулярный чемпионат с 91 победой при 71 поражении, заняв первое место в Западном дивизионе Национальной лиги. По итогам регулярного чемпионата третий базовый команды Кен Каминити был признан самым ценным игроком Национальной лиги. Вместе с Тони Гвинном он представлял команду на Матче всех звёзд лиги. В дивизионном раунде плей-офф «Падрес» уступили «Сент-Луису» в трёх матчах. 
Домашние матчи команда проводила на поле «Джек-Мерфи-стэдиум» в Сан-Диего. С 16 по 18 августа домашняя серия из трёх матчей против «Нью-Йорк Метс» прошла в Монтеррее на арене «Эстадио де Бейсбол».

## Межсезонье
В ноябре 1995 года новым генеральным менеджером клуба был назначен Кевин Тауэрс, ранее занимавший пост директора скаутской службы. Состав команды был усилен аутфилдером Рикки Хендерсоном и первым базовым Уолли Джойнером. 

### Предсезонные матчи
В = Побед; П = Поражения; П% = Процент выигранных матчей; GB = Отставание от лидера; Дома = Победы/поражения дома; Выезд = Победы/поражения на выезде
| Национальная лига      | В  | П  | П%   | GB | Дома | Выезд |
| ---------------------- | -- | -- | ---- | -- | ---- | ----- |
| Лос-Анджелес Доджерс   | 18 | 11 | 62,1 | —  | —    | —     |
| Атланта Брэйвз         | 16 | 10 | 61,5 | —  | —    | —     |
| Сан-Диего Падрес       | 20 | 13 | 60,6 | —  | —    | —     |
| Чикаго Кабс            | 17 | 12 | 58,6 | —  | —    | —     |
| Нью-Йорк Метс          | 16 | 12 | 57,1 | —  | —    | —     |
| Колорадо Рокиз         | 19 | 15 | 55,9 | —  | —    | —     |
| Сент-Луис Кардиналс    | 15 | 15 | 50,0 | —  | —    | —     |
| Питтсбург Пайрэтс      | 13 | 16 | 44,8 | —  | —    | —     |
| Филадельфия Филлис     | 11 | 18 | 37,9 | —  | —    | —     |
| Цинциннати Редс        | 11 | 18 | 37,9 | —  | —    | —     |
| Хьюстон Астрос         | 10 | 17 | 37,0 | —  | —    | —     |
| Сан-Франциско Джайентс | 12 | 21 | 36,4 | —  | —    | —     |
| Монреаль Экспос        | 9  | 18 | 33,3 | —  | —    | —     |
| Флорида Марлинс        | 9  | 22 | 29,0 | —  | —    | —     |

## Регулярный чемпионат
Перед стартом чемпионата «Падрес» прогнозировали повторение прошлогоднего результата и третье место в дивизионе, но значительную его часть команда провела во главе турнирной таблицы. При этом посещаемость домашних матчей клуба оставалась на уровне 26 тысяч зрителей в среднем на игру.
Лидерами команды по ходу сезона были Тони Гвинн, один из лучших бьющих 1990-х годов, Кен Каминити, питчеры Дуг Бохтлер и Тревор Хоффман, входивший в число ведущих клоузеров лиги. В середине чемпионата из «Милуоки Брюэрс» пришёл аутфилдер Грег Вон. Каминити по итогам регулярного чемпионата был признан Самым ценным игроком Национальной лиги.
Первое место в дивизионе «Падрес» заняли благодаря победам в трёх матчах заключительной серии регулярного чемпионата против «Лос-Анджелес Доджерс» на выезде. Решающая победа была одержана в одиннадцатом иннинге матча после дабла вышедшего на замену Криса Гвинна.
В феврале 2021 года официальный сайт Главной лиги бейсбола включил этот сезон в число лучших в истории «Падрес».

### Драфт
На драфте 1996 года «Падрес» выбрали сорок игроков, из которых лишь двое затем сыграли в Главной лиге бейсбола — питчеры Джейсон Миддлбрук и Стив Уоткинс. В первом раунде команда под общим пятнадцатым номером задрафтовала шортстопа Мэтта Халлорана, выпускника школы Ченселлор из Фредериксберга.

### Положение команд
В = Побед; П = Поражения; П% = Процент выигранных матчей; GB = Отставание от лидера; Дома = Победы/поражения дома; Выезд = Победы/поражения на выезде
| Западный дивизион      | В  | П  | П%   | GB   | Дома  | Выезд |
| ---------------------- | -- | -- | ---- | ---- | ----- | ----- |
| Сан-Диего Падрес       | 91 | 71 | 56,2 | —    | 45—36 | 46—35 |
| Лос-Анджелес Доджерс   | 90 | 72 | 55,6 | 1,0  | 47—34 | 43—38 |
| Колорадо Рокиз         | 83 | 79 | 51,2 | 8,0  | 55—26 | 28—53 |
| Сан-Франциско Джайентс | 68 | 94 | 42,0 | 23,0 | 38—44 | 30—50 |

### Статистика
| Условные цветовые обозначения    |
| -------------------------------- |
| Игроки, пришедшие по ходу сезона |
| Игроки, ушедшие по ходу сезона   |

- Курсивом выделены игроки, дебютировавшие в Главной лиге бейсбола в сезоне 1996 года
- Жирным выделены игроки, принимавшие участие в Матче всех звёзд
- Статистика приведена для игроков основного состава по данным сайта baseball-reference.com

#### Питчеры
| Игрок               | G  | GS | CG | IP    | W  | L  | ERA  | SO  | BB |
| ------------------- | -- | -- | -- | ----- | -- | -- | ---- | --- | -- |
| Джоуи Хэмилтон      | 34 | 33 | 3  | 211,2 | 15 | 9  | 4,17 | 184 | 83 |
| Боб Тьюксбери       | 36 | 33 | 1  | 206,2 | 10 | 10 | 4,31 | 126 | 43 |
| Фернандо Валенсуэла | 33 | 31 | 0  | 171,2 | 13 | 8  | 3,62 | 95  | 67 |
| Энди Эшби           | 24 | 24 | 1  | 150,2 | 9  | 5  | 3,23 | 85  | 34 |

| Игрок          | G  | GS | IP    | W | L | SV | ERA  | SO  | BB |
| -------------- | -- | -- | ----- | - | - | -- | ---- | --- | -- |
| Тревор Хоффман | 70 | 0  | 88,0  | 9 | 5 | 42 | 2,25 | 111 | 31 |
| Скотт Сандерс  | 46 | 16 | 144,0 | 9 | 5 | 0  | 3,38 | 157 | 48 |
| Тим Уоррелл    | 50 | 11 | 121,0 | 9 | 7 | 1  | 3,05 | 99  | 39 |
| Уилли Блэр     | 60 | 0  | 88,0  | 2 | 6 | 1  | 4,60 | 67  | 29 |
| Дуг Бохтлер    | 63 | 0  | 65,2  | 2 | 4 | 3  | 3,02 | 68  | 39 |

#### Бэттеры
| Поз. | Игрок           | G   | AB  | R   | H   | 2B | 3B | HR | RBI | SB | BA   | OBP  | SLG  |
| ---- | --------------- | --- | --- | --- | --- | -- | -- | -- | --- | -- | ---- | ---- | ---- |
| C    | Джон Флаэрти    | 72  | 264 | 22  | 80  | 12 | 0  | 9  | 41  | 2  | 30,3 | 32,7 | 45,1 |
| 1B   | Уолли Джойнер   | 121 | 433 | 59  | 120 | 29 | 1  | 8  | 65  | 5  | 27,7 | 37,7 | 40,4 |
| 2B   | Джоди Рид       | 146 | 495 | 45  | 121 | 20 | 0  | 2  | 49  | 2  | 24,4 | 32,5 | 29,7 |
| SS   | Крис Гомес      | 89  | 328 | 32  | 86  | 16 | 1  | 3  | 29  | 2  | 26,2 | 34,9 | 34,5 |
| 3B   | Кен Каминити    | 146 | 546 | 109 | 178 | 37 | 2  | 40 | 130 | 11 | 32,6 | 40,8 | 62,1 |
| LF   | Рикки Хендерсон | 148 | 465 | 110 | 112 | 17 | 2  | 9  | 29  | 37 | 24,1 | 41,0 | 34,4 |
| CF   | Стив Финли      | 161 | 655 | 126 | 195 | 45 | 9  | 30 | 95  | 22 | 29,8 | 35,4 | 53,1 |
| RF   | Тони Гвинн      | 116 | 451 | 67  | 159 | 27 | 2  | 3  | 50  | 11 | 35,3 | 40,0 | 44,1 |

## Аффилированные клубы
В 1996 году фарм-система «Падрес» занимала одиннадцатое место в рейтинге журнала Baseball America, оценивающем уровень таланта молодых игроков. Перед стартом регулярного чемпионата в число ста лучших молодых игроков по его оценкам входило четыре игрока организации: кэтчер Бен Дэвис (№10), игрок первой базы Деррек Ли (№41), питчер Дастин Хермансон (№53) и шортстоп Гейб Альварес (№92). После завершения сезона места в этот рейтинг вошло три игрока: Ли (№15), шортстоп Хуан Мело (№35) и Дэвис (№59).

### Результаты
| Уровень | Команда                | Город                       | Лига                          | Результат      | Главный тренер |
| ------- | ---------------------- | --------------------------- | ----------------------------- | -------------- | -------------- |
| AAA     | Лас-Вегас Старз        | Лас-Вегас, Невада           | Лига Тихоокеанского побережья | 73—67 (52,1 %) | Джерри Ройстер |
| AA      | Мемфис Чикс            | Мемфис, Теннесси            | Южная лига                    | 81—58 (58,3 %) | Эд Ромеро      |
| A+      | Ранчо-Кукамонга Куэйкс | Ранчо-Кукамонга, Калифорния | Калифорнийская лига           | 69—71 (49,3 %) | Майк Бассо     |
| A       | Клинтон Ламберкингз    | Клинтон, Айова              | Лига Среднего Запада          | 64—70 (47,8 %) | Майк Рэмзи     |
| Rk      | Айдахо-Фолс Брэйвз     | Айдахо-Фолс, Айдахо         | Лига пионеров                 | 38—34 (52,8 %) | Дон Вернер     |
| Rk      | АЗЛ Падрес             | Пеория, Аризона             | Аризонская лига               | 36—20 (64,3 %) | Ларри Си       |

### Отчёты о матчах
1. ↑  Cubs 5, Padres 4, Monday, April 1, 1996 (англ.). baseball-reference.com. Sports Reference LLC. Дата обращения: 16 апреля 2021. Архивировано 24 февраля 2021 года.
2. ↑  Padres 7, Cubs 5, Wednesday, April 3, 1996 (англ.). baseball-reference.com. Sports Reference LLC. Дата обращения: 16 апреля 2021. Архивировано 24 сентября 2020 года.
3. ↑  Padres 10, Astros 4, Friday, April 5, 1996 (англ.). baseball-reference.com. Sports Reference LLC. Дата обращения: 16 апреля 2021. Архивировано 3 июня 2020 года.
4. ↑  Padres 8, Astros 4, Saturday, April 6, 1996 (англ.). baseball-reference.com. Sports Reference LLC. Дата обращения: 16 апреля 2021. Архивировано 3 июня 2020 года.
5. ↑  Padres 17, Astros 2, Sunday, April 7, 1996 (англ.). baseball-reference.com. Sports Reference LLC. Дата обращения: 16 апреля 2021. Архивировано 12 января 2021 года.
6. ↑  Padres 9, Marlins 2, Monday, April 8, 1996 (англ.). baseball-reference.com. Sports Reference LLC. Дата обращения: 16 апреля 2021. Архивировано 25 января 2021 года.
7. ↑  Marlins 5, Padres 2, Tuesday, April 9, 1996 (англ.). baseball-reference.com. Sports Reference LLC. Дата обращения: 16 апреля 2021. Архивировано 4 июня 2020 года.
8. ↑  Padres 3, Marlins 0, Wednesday, April 10, 1996 (англ.). baseball-reference.com. Sports Reference LLC. Дата обращения: 16 апреля 2021. Архивировано 4 июня 2020 года.
9. ↑  Padres 2, Braves 1, Thursday, April 11, 1996 (англ.). baseball-reference.com. Sports Reference LLC. Дата обращения: 16 апреля 2021. Архивировано 12 ноября 2020 года.
10. ↑  Braves 5, Padres 3, Friday, April 12, 1996 (англ.). baseball-reference.com. Sports Reference LLC. Дата обращения: 16 апреля 2021. Архивировано 2 октября 2020 года.
11. ↑  Padres 6, Braves 2, Saturday, April 13, 1996 (англ.). baseball-reference.com. Sports Reference LLC. Дата обращения: 16 апреля 2021. Архивировано 31 августа 2020 года.
12. ↑  Braves 4, Padres 0, Sunday, April 14, 1996 (англ.). baseball-reference.com. Sports Reference LLC. Дата обращения: 16 апреля 2021. Архивировано 27 января 2021 года.
13. ↑  Rockies 11, Padres 9, Monday, April 15, 1996 (англ.). baseball-reference.com. Sports Reference LLC. Дата обращения: 16 апреля 2021. Архивировано 25 января 2021 года.
14. ↑  Padres 10, Rockies 6, Tuesday, April 16, 1996 (англ.). baseball-reference.com. Sports Reference LLC. Дата обращения: 16 апреля 2021. Архивировано 19 августа 2020 года.
15. ↑  Padres 11, Rockies 6, Wednesday, April 17, 1996 (англ.). baseball-reference.com. Sports Reference LLC. Дата обращения: 16 апреля 2021. Архивировано 19 августа 2020 года.
16. ↑  Braves 7, Padres 1, Friday, April 19, 1996 (англ.). baseball-reference.com. Sports Reference LLC. Дата обращения: 16 апреля 2021. Архивировано 22 декабря 2020 года.
17. ↑  Braves 6, Padres 5, Saturday, April 20, 1996 (англ.). baseball-reference.com. Sports Reference LLC. Дата обращения: 16 апреля 2021. Архивировано 17 августа 2020 года.
18. ↑  Padres 2, Braves 1, Sunday, April 21, 1996 (англ.). baseball-reference.com. Sports Reference LLC. Дата обращения: 16 апреля 2021. Архивировано 14 января 2021 года.
19. ↑  Padres 5, Marlins 3, Monday, April 22, 1996 (англ.). baseball-reference.com. Sports Reference LLC. Дата обращения: 16 апреля 2021. Архивировано 25 января 2021 года.
20. ↑  Padres 7, Marlins 2, Tuesday, April 23, 1996 (англ.). baseball-reference.com. Sports Reference LLC. Дата обращения: 16 апреля 2021. Архивировано 2 января 2021 года.
21. ↑  Padres 5, Cubs 4, Wednesday, April 24, 1996 (англ.). baseball-reference.com. Sports Reference LLC. Дата обращения: 16 апреля 2021. Архивировано 27 декабря 2020 года.
22. ↑  Padres 8, Cubs 3, Thursday, April 25, 1996 (англ.). baseball-reference.com. Sports Reference LLC. Дата обращения: 16 апреля 2021. Архивировано 18 января 2021 года.
23. ↑  Padres 3, Astros 2, Friday, April 26, 1996 (англ.). baseball-reference.com. Sports Reference LLC. Дата обращения: 16 апреля 2021. Архивировано 4 июня 2020 года.
24. ↑  Astros 6, Padres 0, Saturday, April 27, 1996 (англ.). baseball-reference.com. Sports Reference LLC. Дата обращения: 16 апреля 2021. Архивировано 25 января 2021 года.
25. ↑  Astros 3, Padres 2, Sunday, April 28, 1996 (англ.). baseball-reference.com. Sports Reference LLC. Дата обращения: 16 апреля 2021. Архивировано 25 января 2021 года.
26. ↑  Padres 2, Astros 0, Monday, April 29, 1996 (англ.). baseball-reference.com. Sports Reference LLC. Дата обращения: 16 апреля 2021. Архивировано 27 декабря 2020 года.
27. ↑  Giants 9, Padres 4, Tuesday, April 30, 1996 (англ.). baseball-reference.com. Sports Reference LLC. Дата обращения: 16 апреля 2021. Архивировано 4 июня 2020 года.
28. ↑  Padres 9, Giants 4, Wednesday, May 1, 1996 (англ.). baseball-reference.com. Sports Reference LLC. Дата обращения: 16 апреля 2021. Архивировано 21 января 2021 года.
29. ↑  Cardinals 3, Padres 1, Friday, May 3, 1996 (англ.). baseball-reference.com. Sports Reference LLC. Дата обращения: 16 апреля 2021. Архивировано 18 апреля 2021 года.
30. ↑  Cardinals 4, Padres 3, Saturday, May 4, 1996 (англ.). baseball-reference.com. Sports Reference LLC. Дата обращения: 16 апреля 2021. Архивировано 25 декабря 2020 года.
31. ↑  Padres 10, Cardinals 4, Sunday, May 5, 1996 (англ.). baseball-reference.com. Sports Reference LLC. Дата обращения: 16 апреля 2021. Архивировано 19 января 2021 года.
32. ↑  Padres 5, Pirates 4, Wednesday, May 8, 1996 (англ.). baseball-reference.com. Sports Reference LLC. Дата обращения: 16 апреля 2021. Архивировано 31 декабря 2020 года.
33. ↑  Pirates 4, Padres 3, Wednesday, May 8, 1996 (англ.). baseball-reference.com. Sports Reference LLC. Дата обращения: 16 апреля 2021. Архивировано 4 июня 2020 года.
34. ↑  Padres 7, Pirates 1, Thursday, May 9, 1996 (англ.). baseball-reference.com. Sports Reference LLC. Дата обращения: 16 апреля 2021. Архивировано 18 января 2021 года.
35. ↑  Reds 8, Padres 6, Friday, May 10, 1996 (англ.). baseball-reference.com. Sports Reference LLC. Дата обращения: 16 апреля 2021. Архивировано 31 декабря 2020 года.
36. ↑  Reds 1, Padres 0, Friday, Saturday, May 11, 1996 (англ.). baseball-reference.com. Sports Reference LLC. Дата обращения: 16 апреля 2021. Архивировано 6 января 2021 года.
37. ↑  Padres 5, Rockies 0, Sunday, May 12, 1996 (англ.). baseball-reference.com. Sports Reference LLC. Дата обращения: 16 апреля 2021. Архивировано 19 августа 2020 года.
38. ↑  Padres 5, Mets 2, Monday, May 13, 1996 (англ.). baseball-reference.com. Sports Reference LLC. Дата обращения: 16 апреля 2021. Архивировано 25 января 2021 года.
39. ↑  Padres 9, Mets 4, Tuesday, May 14, 1996 (англ.). baseball-reference.com. Sports Reference LLC. Дата обращения: 16 апреля 2021. Архивировано 9 января 2021 года.
40. ↑  Padres 4, Mets 3, Wednesday, May 15, 1996 (англ.). baseball-reference.com. Sports Reference LLC. Дата обращения: 16 апреля 2021. Архивировано 25 января 2021 года.
41. ↑  Mets 6, Padres 3, Thursday, May 16, 1996 (англ.). baseball-reference.com. Sports Reference LLC. Дата обращения: 16 апреля 2021. Архивировано 4 июня 2020 года.
42. ↑  Padres 2, Expos 1, Friday, May 17, 1996 (англ.). baseball-reference.com. Sports Reference LLC. Дата обращения: 16 апреля 2021. Архивировано 25 января 2021 года.
43. ↑  Expos 3, Padres 2, Saturday, May 18, 1996 (англ.). baseball-reference.com. Sports Reference LLC. Дата обращения: 16 апреля 2021. Архивировано 25 января 2021 года.
44. ↑  Padres 4, Expos 3, Sunday, May 19, 1996 (англ.). baseball-reference.com. Sports Reference LLC. Дата обращения: 16 апреля 2021. Архивировано 4 июня 2020 года.
45. ↑  Phillies 5, Padres 4, Tuesday, May 21, 1996 (англ.). baseball-reference.com. Sports Reference LLC. Дата обращения: 16 апреля 2021. Архивировано 4 июня 2020 года.
46. ↑  Padres 5, Phillies 2, Wednesday, May 22, 1996 (англ.). baseball-reference.com. Sports Reference LLC. Дата обращения: 16 апреля 2021. Архивировано 25 января 2021 года.
47. ↑  Padres 7, Phillies 5, Thursday, May 23, 1996 (англ.). baseball-reference.com. Sports Reference LLC. Дата обращения: 16 апреля 2021. Архивировано 25 января 2021 года.
48. ↑  Padres 13, Mets 1, Friday, May 24, 1996 (англ.). baseball-reference.com. Sports Reference LLC. Дата обращения: 16 апреля 2021. Архивировано 14 января 2021 года.
49. ↑  Padres 7, Mets 2, Saturday, May 25, 1996 (англ.). baseball-reference.com. Sports Reference LLC. Дата обращения: 16 апреля 2021. Архивировано 25 декабря 2020 года.
50. ↑  Mets 1, Padres 0, Sunday, May 26, 1996 (англ.). baseball-reference.com. Sports Reference LLC. Дата обращения: 16 апреля 2021. Архивировано 25 января 2021 года.
51. ↑  Padres 4, Expos 3, Monday, May 27, 1996 (англ.). baseball-reference.com. Sports Reference LLC. Дата обращения: 16 апреля 2021. Архивировано 26 декабря 2020 года.
52. ↑  Padres 3, Expos 2, Tuesday, May 28, 1996 (англ.). baseball-reference.com. Sports Reference LLC. Дата обращения: 16 апреля 2021. Архивировано 4 июня 2020 года.
53. ↑  Expos 9, Padres 4, Wednesday, May 29, 1996 (англ.). baseball-reference.com. Sports Reference LLC. Дата обращения: 16 апреля 2021. Архивировано 4 июня 2020 года.
54. ↑  Padres 4, Phillies 2, Friday, May 31, 1996 (англ.). baseball-reference.com. Sports Reference LLC. Дата обращения: 16 апреля 2021. Архивировано 4 июня 2020 года.
55. ↑  Padres 8, Phillies 3, Saturday, June 1, 1996 (англ.). baseball-reference.com. Sports Reference LLC. Дата обращения: 17 апреля 2021. Архивировано 27 декабря 2020 года.
56. ↑  Phillies 9, Padres 8, Sunday, June 2, 1996 (англ.). baseball-reference.com. Sports Reference LLC. Дата обращения: 17 апреля 2021. Архивировано 23 декабря 2020 года.
57. ↑  Cardinals 3, Padres 0, Monday, June 3, 1996 (англ.). baseball-reference.com. Sports Reference LLC. Дата обращения: 17 апреля 2021. Архивировано 4 июня 2020 года.
58. ↑  Cardinals 11, Padres 5, Tuesday, June 4, 1996 (англ.). baseball-reference.com. Sports Reference LLC. Дата обращения: 17 апреля 2021. Архивировано 4 июня 2020 года.
59. ↑  Padres 6, Cardinals 4, Wednesday, June 5, 1996 (англ.). baseball-reference.com. Sports Reference LLC. Дата обращения: 17 апреля 2021. Архивировано 4 июня 2020 года.
60. ↑  Pirates 10, Padres 0, Friday, June 7, 1996 (англ.). baseball-reference.com. Sports Reference LLC. Дата обращения: 17 апреля 2021. Архивировано 4 июня 2020 года.
61. ↑  Pirates 9, Padres 8, Saturday, June 8, 1996 (англ.). baseball-reference.com. Sports Reference LLC. Дата обращения: 17 апреля 2021. Архивировано 26 ноября 2020 года.
62. ↑  Pirates 6, Padres 0, Sunday, June 9, 1996 (англ.). baseball-reference.com. Sports Reference LLC. Дата обращения: 17 апреля 2021. Архивировано 2 июля 2019 года.
63. ↑  Reds 6, Padres 3, Monday, June 10, 1996 (англ.). baseball-reference.com. Sports Reference LLC. Дата обращения: 17 апреля 2021. Архивировано 22 ноября 2020 года.
64. ↑  Reds 4, Padres 1, Tuesday, June 11, 1996 (англ.). baseball-reference.com. Sports Reference LLC. Дата обращения: 17 апреля 2021. Архивировано 4 июня 2020 года.
65. ↑  Reds 9, Padres 4, Wednesday, June 12, 1996 (англ.). baseball-reference.com. Sports Reference LLC. Дата обращения: 17 апреля 2021. Архивировано 4 июня 2020 года.
66. ↑  Cubs 6, Padres 3, Thursday, June 13, 1996 (англ.). baseball-reference.com. Sports Reference LLC. Дата обращения: 17 апреля 2021. Архивировано 1 июня 2020 года.
67. ↑  Cubs 5, Padres 1, Friday, June 14, 1996 (англ.). baseball-reference.com. Sports Reference LLC. Дата обращения: 17 апреля 2021. Архивировано 25 января 2021 года.
68. ↑  Padres 2, Cubs 1, Saturday, June 15, 1996 (англ.). baseball-reference.com. Sports Reference LLC. Дата обращения: 17 апреля 2021. Архивировано 18 января 2021 года.
69. ↑  Cubs 8, Padres 4, Sunday, June 16, 1996 (англ.). baseball-reference.com. Sports Reference LLC. Дата обращения: 17 апреля 2021. Архивировано 19 августа 2020 года.
70. ↑  Braves 9, Padres 3, Monday, June 17, 1996 (англ.). baseball-reference.com. Sports Reference LLC. Дата обращения: 17 апреля 2021. Архивировано 18 апреля 2021 года.
71. ↑  Braves 5, Padres 3, Tuesday, June 18, 1996 (англ.). baseball-reference.com. Sports Reference LLC. Дата обращения: 17 апреля 2021. Архивировано 18 января 2021 года.
72. ↑  Braves 5, Padres 1, Wednesday, June 19, 1996 (англ.). baseball-reference.com. Sports Reference LLC. Дата обращения: 17 апреля 2021. Архивировано 14 января 2021 года.
73. ↑  Cubs 3, Padres 2, Thursday, June 20, 1996 (англ.). baseball-reference.com. Sports Reference LLC. Дата обращения: 17 апреля 2021. Архивировано 26 ноября 2020 года.
74. ↑  Padres 2, Cubs 1, Friday, June 21, 1996 (англ.). baseball-reference.com. Sports Reference LLC. Дата обращения: 17 апреля 2021. Архивировано 21 декабря 2020 года.
75. ↑  Cubs 9, Padres 6, Saturday, June 22, 1996 (англ.). baseball-reference.com. Sports Reference LLC. Дата обращения: 17 апреля 2021. Архивировано 1 июля 2019 года.
76. ↑  Padres 5, Cubs 4, Sunday, June 23, 1996 (англ.). baseball-reference.com. Sports Reference LLC. Дата обращения: 17 апреля 2021. Архивировано 6 декабря 2020 года.
77. ↑  Astros 9, Padres 4, Tuesday, June 25, 1996 (англ.). baseball-reference.com. Sports Reference LLC. Дата обращения: 17 апреля 2021. Архивировано 4 июня 2020 года.
78. ↑  Astros 4, Padres 3, Wednesday, June 26, 1996 (англ.). baseball-reference.com. Sports Reference LLC. Дата обращения: 17 апреля 2021. Архивировано 29 декабря 2020 года.
79. ↑  Padres 11, Giants 1, Thursday, June 27, 1996 (англ.). baseball-reference.com. Sports Reference LLC. Дата обращения: 17 апреля 2021. Архивировано 5 июня 2020 года.
80. ↑  Padres 6, Giants 1, Friday, June 28, 1996 (англ.). baseball-reference.com. Sports Reference LLC. Дата обращения: 17 апреля 2021. Архивировано 9 января 2021 года.
81. ↑  Padres 7, Giants 6, Saturday, June 29, 1996 (англ.). baseball-reference.com. Sports Reference LLC. Дата обращения: 17 апреля 2021. Архивировано 25 января 2021 года.
82. ↑  Padres 7, Giants 4, Sunday, June 30, 1996 (англ.). baseball-reference.com. Sports Reference LLC. Дата обращения: 17 апреля 2021. Архивировано 5 июня 2020 года.
83. ↑  Dodgers 10, Padres 2, Monday, July 1, 1996 (англ.). baseball-reference.com. Sports Reference LLC. Дата обращения: 18 апреля 2021. Архивировано 4 июня 2020 года.
84. ↑  Dodgers 7, Padres 3, Tuesday, July 2, 1996 (англ.). baseball-reference.com. Sports Reference LLC. Дата обращения: 18 апреля 2021. Архивировано 4 июня 2020 года.
85. ↑  Padres 3, Dodgers 2, Wednesday, July 3, 1996 (англ.). baseball-reference.com. Sports Reference LLC. Дата обращения: 18 апреля 2021. Архивировано 19 января 2021 года.
86. ↑  Padres 8, Giants 4, Thursday, July 4, 1996 (англ.). baseball-reference.com. Sports Reference LLC. Дата обращения: 18 апреля 2021. Архивировано 15 января 2021 года.
87. ↑  Padres 7, Giants 6, Friday, July 5, 1996 (англ.). baseball-reference.com. Sports Reference LLC. Дата обращения: 18 апреля 2021. Архивировано 24 ноября 2020 года.
88. ↑  Padres 7, Giants 3, Saturday, July 6, 1996 (англ.). baseball-reference.com. Sports Reference LLC. Дата обращения: 18 апреля 2021. Архивировано 4 июня 2020 года.
89. ↑  Padres 10, Giants 3, Sunday, July 7, 1996 (англ.). baseball-reference.com. Sports Reference LLC. Дата обращения: 18 апреля 2021. Архивировано 4 июня 2020 года.
90. ↑  Rockies 8, Padres 5, Thursday, July 11, 1996 (англ.). baseball-reference.com. Sports Reference LLC. Дата обращения: 18 апреля 2021. Архивировано 13 августа 2020 года.
91. ↑  Rockies 13, Padres 12, Friday, July 12, 1996 (англ.). baseball-reference.com. Sports Reference LLC. Дата обращения: 18 апреля 2021. Архивировано 25 января 2021 года.
92. ↑  Rockies 11, Padres 6, Saturday, July 13, 1996 (англ.). baseball-reference.com. Sports Reference LLC. Дата обращения: 18 апреля 2021. Архивировано 22 декабря 2020 года.
93. ↑  Rockies 8, Padres 4, Sunday, July 14, 1996 (англ.). baseball-reference.com. Sports Reference LLC. Дата обращения: 18 апреля 2021. Архивировано 10 января 2021 года.
94. ↑  Dodgers 1, Padres 0, Monday, July 15, 1996 (англ.). baseball-reference.com. Sports Reference LLC. Дата обращения: 18 апреля 2021. Архивировано 3 июня 2020 года.
95. ↑  Padres 10, Dodgers 1, Tuesday, July 16, 1996 (англ.). baseball-reference.com. Sports Reference LLC. Дата обращения: 18 апреля 2021. Архивировано 15 января 2021 года.
96. ↑  Padres 5, Dodgers 4, Wednesday, July 17, 1996 (англ.). baseball-reference.com. Sports Reference LLC. Дата обращения: 18 апреля 2021. Архивировано 3 июня 2020 года.
97. ↑  Padres 9, Rockies 2, Thursday, July 18, 1996 (англ.). baseball-reference.com. Sports Reference LLC. Дата обращения: 18 апреля 2021. Архивировано 16 января 2021 года.
98. ↑  Padres 4, Rockies 3, Friday, July 19, 1996 (англ.). baseball-reference.com. Sports Reference LLC. Дата обращения: 18 апреля 2021. Архивировано 6 августа 2020 года.
99. ↑  Rockies 5, Padres 4, Saturday, July 20, 1996 (англ.). baseball-reference.com. Sports Reference LLC. Дата обращения: 18 апреля 2021. Архивировано 18 апреля 2021 года.
100. ↑  Padres 2, Rockies 0, Sunday, July 21, 1996 (англ.). baseball-reference.com. Sports Reference LLC. Дата обращения: 18 апреля 2021. Архивировано 25 января 2021 года.
101. ↑  Astros 1, Padres 0, Monday, July 22, 1996 (англ.). baseball-reference.com. Sports Reference LLC. Дата обращения: 18 апреля 2021. Архивировано 25 января 2021 года.
102. ↑  Padres 7, Astros 4, Tuesday, July 23, 1996 (англ.). baseball-reference.com. Sports Reference LLC. Дата обращения: 18 апреля 2021. Архивировано 14 января 2021 года.
103. ↑  Astros 6, Padres 4, Wednesday, July 24, 1996 (англ.). baseball-reference.com. Sports Reference LLC. Дата обращения: 18 апреля 2021. Архивировано 17 апреля 2021 года.
104. ↑  Padres 3, Marlins 0, Friday, July 26, 1996 (англ.). baseball-reference.com. Sports Reference LLC. Дата обращения: 18 апреля 2021. Архивировано 25 января 2021 года.
105. ↑  Padres 20, Marlins 12, Saturday, July 27, 1996 (англ.). baseball-reference.com. Sports Reference LLC. Дата обращения: 18 апреля 2021. Архивировано 3 июня 2020 года.
106. ↑  Marlins 8, Padres 2, Sunday, July 28, 1996 (англ.). baseball-reference.com. Sports Reference LLC. Дата обращения: 18 апреля 2021. Архивировано 25 января 2021 года.
107. ↑  Padres 5, Marlins 3, Monday, July 29, 1996 (англ.). baseball-reference.com. Sports Reference LLC. Дата обращения: 18 апреля 2021. Архивировано 18 января 2021 года.
108. ↑  Padres 2, Braves 1, Tuesday, July 30, 1996 (англ.). baseball-reference.com. Sports Reference LLC. Дата обращения: 18 апреля 2021. Архивировано 25 января 2021 года.
109. ↑  Braves 7, Padres 4, Wednesday, July 31, 1996 (англ.). baseball-reference.com. Sports Reference LLC. Дата обращения: 18 апреля 2021. Архивировано 25 декабря 2020 года.
110. ↑  Braves 3, Padres 2, Thursday, August 1, 1996 (англ.). baseball-reference.com. Sports Reference LLC. Дата обращения: 18 апреля 2021. Архивировано 4 июня 2020 года.
111. ↑  Padres 2, Marlins 1, Friday, August 2, 1996 (англ.). baseball-reference.com. Sports Reference LLC. Дата обращения: 18 апреля 2021. Архивировано 16 января 2021 года.
112. ↑  Marlins 5, Padres 2, Saturday, August 3, 1996 (англ.). baseball-reference.com. Sports Reference LLC. Дата обращения: 18 апреля 2021. Архивировано 17 января 2021 года.
113. ↑  Padres 6, Marlins 4, Sunday, August 4, 1996 (англ.). baseball-reference.com. Sports Reference LLC. Дата обращения: 18 апреля 2021. Архивировано 25 января 2021 года.
114. ↑  Cardinals 8, Padres 2, Monday, August 5, 1996 (англ.). baseball-reference.com. Sports Reference LLC. Дата обращения: 18 апреля 2021. Архивировано 30 октября 2020 года.
115. ↑  Padres 1, Cardinals 0, Tuesday, August 6, 1996 (англ.). baseball-reference.com. Sports Reference LLC. Дата обращения: 18 апреля 2021. Архивировано 5 июня 2020 года.
116. ↑  Cardinals 1, Padres 0, Wednesday, August 7, 1996 (англ.). baseball-reference.com. Sports Reference LLC. Дата обращения: 18 апреля 2021. Архивировано 27 декабря 2020 года.
117. ↑  Padres 12, Pirates 3, Thursday, August 8, 1996 (англ.). baseball-reference.com. Sports Reference LLC. Дата обращения: 18 апреля 2021. Архивировано 25 января 2021 года.
118. ↑  Padres 4, Pirates 1, Friday, August 9, 1996 (англ.). baseball-reference.com. Sports Reference LLC. Дата обращения: 18 апреля 2021. Архивировано 26 декабря 2020 года.
119. ↑  Padres 6, Pirates 2, Saturday, August 10, 1996 (англ.). baseball-reference.com. Sports Reference LLC. Дата обращения: 18 апреля 2021. Архивировано 18 апреля 2021 года.
120. ↑  Padres 7, Pirates 5, Sunday, August 11, 1996 (англ.). baseball-reference.com. Sports Reference LLC. Дата обращения: 18 апреля 2021. Архивировано 2 октября 2020 года.
121. ↑  Reds 10, Padres 4, Tuesday, August 13, 1996 (англ.). baseball-reference.com. Sports Reference LLC. Дата обращения: 18 апреля 2021. Архивировано 18 января 2021 года.
122. ↑  Reds 2, Padres 1, Wednesday, August 14, 1996 (англ.). baseball-reference.com. Sports Reference LLC. Дата обращения: 18 апреля 2021. Архивировано 6 декабря 2020 года.
123. ↑  Reds 3, Padres 2, Thursday, August 15, 1996 (англ.). baseball-reference.com. Sports Reference LLC. Дата обращения: 18 апреля 2021. Архивировано 2 июня 2020 года.
124. ↑  Padres 15, Mets 10, Friday, August 16, 1996 (англ.). baseball-reference.com. Sports Reference LLC. Дата обращения: 18 апреля 2021. Архивировано 16 января 2021 года.
125. ↑  Mets 7, Padres 3, Saturday, August 17, 1996 (англ.). baseball-reference.com. Sports Reference LLC. Дата обращения: 18 апреля 2021. Архивировано 4 июня 2020 года.
126. ↑  Padres 8, Mets 0, Sunday, August 18, 1996 (англ.). baseball-reference.com. Sports Reference LLC. Дата обращения: 18 апреля 2021. Архивировано 4 июня 2020 года.
127. ↑  Padres 7, Expos 3, Monday, August 19, 1996 (англ.). baseball-reference.com. Sports Reference LLC. Дата обращения: 18 апреля 2021. Архивировано 17 января 2021 года.
128. ↑  Padres 3, Expos 0, Tuesday, August 20, 1996 (англ.). baseball-reference.com. Sports Reference LLC. Дата обращения: 18 апреля 2021. Архивировано 4 июня 2020 года.
129. ↑  Padres 7, Expos 2, Wednesday, August 21, 1996 (англ.). baseball-reference.com. Sports Reference LLC. Дата обращения: 18 апреля 2021. Архивировано 11 августа 2020 года.
130. ↑  Phillies 7, Padres 4, Friday, August 23, 1996 (англ.). baseball-reference.com. Sports Reference LLC. Дата обращения: 18 апреля 2021. Архивировано 15 января 2021 года.
131. ↑  Padres 7, Phillies 1, Saturday, August 24, 1996 (англ.). baseball-reference.com. Sports Reference LLC. Дата обращения: 18 апреля 2021. Архивировано 9 января 2021 года.
132. ↑  Padres 11, Phillies 2, Sunday, August 25, 1996 (англ.). baseball-reference.com. Sports Reference LLC. Дата обращения: 18 апреля 2021. Архивировано 4 июня 2020 года.
133. ↑  Padres 4, Mets 3, Tuesday, August 27, 1996 (англ.). baseball-reference.com. Sports Reference LLC. Дата обращения: 18 апреля 2021. Архивировано 11 января 2021 года.
134. ↑  Padres 3, Mets 2, Wednesday, August 28, 1996 (англ.). baseball-reference.com. Sports Reference LLC. Дата обращения: 18 апреля 2021. Архивировано 25 января 2021 года.
135. ↑  Padres 3, Mets 2, Thursday, August 29, 1996 (англ.). baseball-reference.com. Sports Reference LLC. Дата обращения: 18 апреля 2021. Архивировано 25 января 2021 года.
136. ↑  Padres 6, Expos 0, Friday, August 30, 1996 (англ.). baseball-reference.com. Sports Reference LLC. Дата обращения: 18 апреля 2021. Архивировано 25 января 2021 года.
137. ↑  Expos 4, Padres 2, Saturday, August 31, 1996 (англ.). baseball-reference.com. Sports Reference LLC. Дата обращения: 18 апреля 2021. Архивировано 4 июня 2020 года.
138. ↑  Expos 7, Padres 6, Sunday, September 1, 1996 (англ.). baseball-reference.com. Sports Reference LLC. Дата обращения: 18 апреля 2021. Архивировано 4 июня 2020 года.
139. ↑  Padres 5, Phillies 1, Monday, September 2, 1996 (англ.). baseball-reference.com. Sports Reference LLC. Дата обращения: 18 апреля 2021. Архивировано 12 января 2021 года.
140. ↑  Phillies 8, Padres 2, Tuesday, September 3, 1996 (англ.). baseball-reference.com. Sports Reference LLC. Дата обращения: 18 апреля 2021. Архивировано 4 июня 2020 года.
141. ↑  Padres 2, Phillies 1, Wednesday, September 4, 1996 (англ.). baseball-reference.com. Sports Reference LLC. Дата обращения: 18 апреля 2021. Архивировано 13 августа 2020 года.
142. ↑  Cardinals 8, Padres 3, Friday, September 6, 1996 (англ.). baseball-reference.com. Sports Reference LLC. Дата обращения: 18 апреля 2021. Архивировано 25 января 2021 года.
143. ↑  Cardinals 8, Padres 3, Saturday, September 7, 1996 (англ.). baseball-reference.com. Sports Reference LLC. Дата обращения: 18 апреля 2021. Архивировано 2 января 2021 года.
144. ↑  Padres 5, Cardinals 4, Sunday, September 8, 1996 (англ.). baseball-reference.com. Sports Reference LLC. Дата обращения: 18 апреля 2021. Архивировано 5 июня 2020 года.
145. ↑  Padres 6, Pirates 5, Monday, September 9, 1996 (англ.). baseball-reference.com. Sports Reference LLC. Дата обращения: 18 апреля 2021. Архивировано 25 декабря 2020 года.
146. ↑  Padres 6, Pirates 5, Tuesday, September 10, 1996 (англ.). baseball-reference.com. Sports Reference LLC. Дата обращения: 18 апреля 2021. Архивировано 4 июня 2020 года.
147. ↑  Padres 8, Pirates 7, Wednesday, September 11, 1996 (англ.). baseball-reference.com. Sports Reference LLC. Дата обращения: 18 апреля 2021. Архивировано 22 декабря 2020 года.
148. ↑  Reds 3, Padres 1, Friday, September 13, 1996 (англ.). baseball-reference.com. Sports Reference LLC. Дата обращения: 18 апреля 2021. Архивировано 4 июня 2020 года.
149. ↑  Padres 3, Reds 2, Saturday, September 14, 1996 (англ.). baseball-reference.com. Sports Reference LLC. Дата обращения: 18 апреля 2021. Архивировано 23 ноября 2020 года.
150. ↑  Padres 8, Reds 0, Sunday, September 15, 1996 (англ.). baseball-reference.com. Sports Reference LLC. Дата обращения: 18 апреля 2021. Архивировано 24 декабря 2020 года.
151. ↑  Padres 2, Giants 1, Monday, September 16, 1996 (англ.). baseball-reference.com. Sports Reference LLC. Дата обращения: 18 апреля 2021. Архивировано 26 декабря 2020 года.
152. ↑  Giants 9, Padres 7, Tuesday, September 17, 1996 (англ.). baseball-reference.com. Sports Reference LLC. Дата обращения: 18 апреля 2021. Архивировано 25 января 2021 года.
153. ↑  Padres 8, Giants 5, Wednesday, September 18, 1996 (англ.). baseball-reference.com. Sports Reference LLC. Дата обращения: 18 апреля 2021. Архивировано 19 января 2021 года.
154. ↑  Dodgers 7, Padres 0, Thursday, September 19, 1996 (англ.). baseball-reference.com. Sports Reference LLC. Дата обращения: 18 апреля 2021. Архивировано 25 января 2021 года.
155. ↑  Padres 4, Dodgers 2, Friday, September 20, 1996 (англ.). baseball-reference.com. Sports Reference LLC. Дата обращения: 18 апреля 2021. Архивировано 26 декабря 2020 года.
156. ↑  Dodgers 9, Padres 2, Saturday, September 21, 1996 (англ.). baseball-reference.com. Sports Reference LLC. Дата обращения: 18 апреля 2021. Архивировано 18 января 2021 года.
157. ↑  Padres 3, Dodgers 2, Sunday, September 22, 1996 (англ.). baseball-reference.com. Sports Reference LLC. Дата обращения: 18 апреля 2021. Архивировано 4 июня 2020 года.
158. ↑  Rockies 5, Padres 4, Tuesday, September 24, 1996 (англ.). baseball-reference.com. Sports Reference LLC. Дата обращения: 18 апреля 2021. Архивировано 7 января 2021 года.
159. ↑  Rockies 5, Padres 3, Wednesday, September 25, 1996 (англ.). baseball-reference.com. Sports Reference LLC. Дата обращения: 18 апреля 2021. Архивировано 13 января 2021 года.
160. ↑  Padres 5, Dodgers 2, Friday, September 27, 1996 (англ.). baseball-reference.com. Sports Reference LLC. Дата обращения: 18 апреля 2021. Архивировано 12 января 2021 года.
161. ↑  Padres 4, Dodgers 2, Saturday, September 28, 1996 (англ.). baseball-reference.com. Sports Reference LLC. Дата обращения: 18 апреля 2021. Архивировано 3 июня 2020 года.
162. ↑  Padres 2, Dodgers 0, Sunday, September 29, 1996 (англ.). baseball-reference.com. Sports Reference LLC. Дата обращения: 18 апреля 2021. Архивировано 12 ноября 2020 года.
163. ↑  Cardinals 3, Padres 1, Tuesday, October 1, 1996 (англ.). baseball-reference.com. Sports Reference LLC. Дата обращения: 18 апреля 2021. Архивировано 13 января 2021 года.
164. ↑  Cardinals 5, Padres 4, Thursday, October 3, 1996 (англ.). baseball-reference.com. Sports Reference LLC. Дата обращения: 18 апреля 2021. Архивировано 4 марта 2011 года.
165. ↑  Cardinals 7, Padres 5, Saturday, October 5, 1996 (англ.). baseball-reference.com. Sports Reference LLC. Дата обращения: 18 апреля 2021. Архивировано 20 января 2021 года.